# Дом-музей и мемориальный комплекс Гусейна Джавида
Дом-музей и мемориальный комплекс Гусейна Джавида - музей, созданный в доме, где родился великий азербайджанский поэт и драматург Гусейн Джавид. Он расположен недалеко от мавзолея Гусейна Джавида в столице Нахчыванской Автономной Республики городе Нахичевань.

## История
[[File: Hüseyn Cavid 2.jpg|180px|thumb|left|{{center|Гусейн Джавид]]

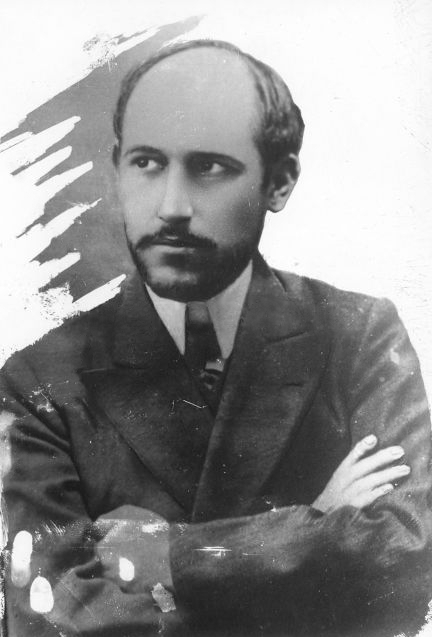
center|Гусейн Джавид

В память о выдающемся деятеле азербайджанской литературы Гусейне Джавиде по решению правительства Азербайджана от 21 июля 1981 года «К 100-летию Гусейна Джавида» был создан музей. 9 июня 1984 года состоялась церемония открытия музея.
Долгое время музей действовал под названием «Дом-музей Гусейна Джавида». В 2015 году музей был переименован в «Дом-музей и мемориальный комплекс Гусейна Джавида».

## Экспонаты
В фонде музея собрано больше 9200 экспонатов. Среди них фотографии, запечатлевшие жизнь и творчество Гусейна Джавида, первые издания его произведений, редкие экземпляры произведений «Иблис», вышедших в 1926 году и пьеса Сиявуш, изданная в 1934 году, с автографом автора. Также здесь выставлены афиши и программы постановочных драм и спектаклей в различных театрах, различные памятные вещи и предметы быта поэта.
В музее представлены книги, подаренные музею Джафаром Джафаровым, Аббасом Замановым, Мехти Мамедовым, Исой Габиббейли, Аждаром Исмаиловым и другими.
Также на выставке представлены блокнот, содержащий письма, отправленные Гусейн Джавидом Гурбанали Шарифзаде из Стамбула и подаренные музею его близким другом Азизом Шарифом и рукопись произведения «Князь», подаренная дочерью поэта Туран Джавид.

## Исследования и деятельность
Музей занимается изучением творчества Гусейна Джавида. Составлены каталоги, отражающие этапы и даты публикации произведений писателя. В культурно-просветительских учреждениях Нахичеванской АР созданы и продемонстрированы передвижные выставки на темы «Гусейн Джавид и театр», «Гусейн Джавид и Нахичеванский театр», «Драматургическая композиция Гусейна Джавида», «Жизнь и творчество Гусейна Джавида», также музей проводит выставки в зарубежных странах.
Организованный при музее «Клуб поэзии Гусейна Джавида» организует встречи и дискуссии с различными творческими коллективами, поэтами и писателями.